# ケヴィン・ミララス
ケヴィン・アントニオ・ジョエル・ジスラン・ミララス・イ・カスティージョ（Kevin Antonio Joel Gislain Mirallas y Castillo, 1987年10月5日 - ）は、ベルギー・リエージュ州リエージュ出身の元サッカー選手。元ベルギー代表。現役時代のポジションはウインガー。

## クラブ経歴

### リール
2003年8月に地元のスタンダール・リエージュの下部組織からフランス1部のリールへ渡った ミララスは、その後に加入してきたエデン・アザールを始めとした同胞数名と下部組織で研鑽を積み、2005年5月7日のパリ・サンジェルマンFC戦で82分からリーグ初出場を飾ると、僅か3分後に初得点に決勝点を挙げ、クロード・ピュエル監督の期待に応えた。2006年5月12日には、チームと2009年6月までの初プロ契約を締結した。
その後、ファンからクリスティアーノ・ロナウドになぞらえて称賛される 程の成長を見せていくと、リールでの最終年となった2007-08シーズン終盤戦の4月の間にASナンシー戦（1得点）を皮切りにオリンピック・マルセイユ戦（2得点）、トゥールーズFC戦（2得点）の3試合で5得点を挙げ、同月のリーグ全選手中で最多得点を記録した選手となる圧巻のパフォーマンスを見せ、パトリック・クライファート、ニコラ・フォーヴェルグといったストライカー陣の不振が続く中で19歳の若手ながら一人気を吐いた。

### サンテティエンヌ
リールの未来と期待がかかるミララスに対し、当然のように国内外の数クラブが注目を集まったが、本人は契約延長を望んでおり、シーズン終了後に契約交渉を開始した。しかし、数度交渉するもなかなか納得が出来ずにいる中で同時期に同国1部のASサンテティエンヌから接触が図られ、会談を持った際に会長や監督の言葉に動かされた 結果、7月26日に同クラブと4年契約で個人合意し、9月1日にクラブ間合意に達して正式に入団が決定した。
サンテティエンヌでは、リール時代のセンターフォワードとは違ってアラン・ペラン監督の下で主に右サイドで起用され、2009年2月1日のオリンピック・リヨンとのデュルビ・デュ・ローヌという重要な試合で初得点を挙げる場面を見せた ものの、全体的、特に2009-10シーズンは23試合無得点と移籍金400万ユーロに見合う活躍は出来ず、2010年6月18日にギリシャ1部のオリンピアコスFCへ1シーズン貸し出されることとなった。なお、同契約には250万ユーロでの買い取りオプションが付随している。

### オリンピアコス

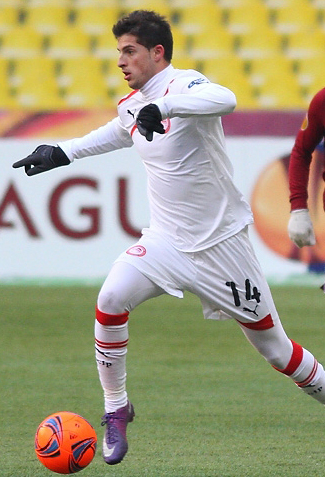
2012年、オリンピアコスFCでのミララス

オリンピアコスでは、KSベサ・カヴァヤとのUEFAヨーロッパリーグ 2010-11予選2回戦で初出場を飾り、10月2日のオリンピアコス・ヴォル戦 (3-1) で初得点及び2得点目を挙げて 以降で主力に定着して得点を量産する活躍から、同シーズン冬の移籍市場最終日である2011年1月31日にオプションが行使されて完全移籍を果たし、最終的に加入1季目で得点王のジブリル・シセに次ぐ14得点を記録した。
翌2011-12シーズンは、敵地でのレヴァディアコスFC戦 (4-0) でハットトリック、アステラス・トリポリFC戦 (7-2) で4得点を挙げる 等、左サイドやセカンドトップを務めている にもかかわらず、昨季以上に得点力に磨きをかけ、チームをリーグ戦とカップ戦の2冠達成へと導いた。個人としては、25試合20得点で得点王に輝くと共にギリシャサッカー選手連合 (PSAP) が選出するギリシャサッカーPSAP賞で年間最優秀選手に選出されている。

### エヴァートン
2012年8月19日に移籍金600万ポンドでイングランド1部のエヴァートンFCと4年契約を締結する。なお、その際に同国1部のアーセナルFCからオファーがあり交渉したものの、より多くの出場機会や同胞マルアン・フェライニの存在からエヴァートンを選択したとクラブの公式チャンネルで明かした。
後半から途中出場でデビューを飾った8月25日のヴィラ・パークでのアストン・ヴィラFC戦での得点はオフサイドとなって初得点を逃した ものの、それから4日後のレイトン・オリエントFCとのフットボールリーグカップ2回戦 (5-0) で初先発すると、2得点2アシストの活躍を見せた。9月22日の敵地でのスウォンジ・シティAFC戦 (3-0) では、カウンター攻撃からのシュートを相手GKミシェル・フォルムに一旦弾かれてゴールバーに防がれるも、こぼれ球に詰めより頭によってリーグ初得点を挙げた。その後、2012年11月10日のサンダーランドAFC戦中にハムストリングを負傷した 影響から出場機会が限られ、翌12月の試合はトッテナム・ホットスパーFC戦で途中出場したのみと苦しい時期を過ごしたが、2013年2月26日のオールダム・アスレティックAFCとのFAカップ5回戦 (3-1) で下位リーグが相手ながらも得点を挙げ、続くリーグ戦の方でも3月2日のレディングFC相手に得点を挙げて復調の兆しを見せる。3月30日のストーク・シティFC戦では、攻め込まれる中で味方GKティム・ハワードが弾いたこぼれ球をハーフウェイライン上で拾うと同時にスティーヴン・エンゾンジ (en) を躱して攻勢に転じると、相手陣内に残っていたジェフ・キャメロンをドリブルで突破し、アスミル・ベゴヴィッチの守るゴールへ冷静にシュートを決めた。その後、5月12日のウェストハム・ユナイテッドFC戦で移籍後初複数得点を挙げ、長年チームを指揮してきたデイヴィッド・モイーズ監督の本拠地での最終戦に華を添えた。

### オリンピアコス再加入
2018年1月7日、オリンピアコスFCにシーズン終了までのレンタル移籍で再加入。

### フィオレンティーナ
2018年8月4日、ACFフィオレンティーナに1シーズンのレンタル移籍で加入。

### ロイヤル・アントワープ
2019年8月、ロイヤル・アントワープFCに移籍した。

### ガズィアンテプBB
2020年10月5日、ガズィアンテプBBに1年契約で加入した。

### モレイレンセFC
2022年1月25日、モレイレンセFCへ加入することが発表された。

### AELリマソール
2022年7月23日、AELリマソールに移籍した。
2023年8月31日、現役引退を表明した。

## 代表経歴

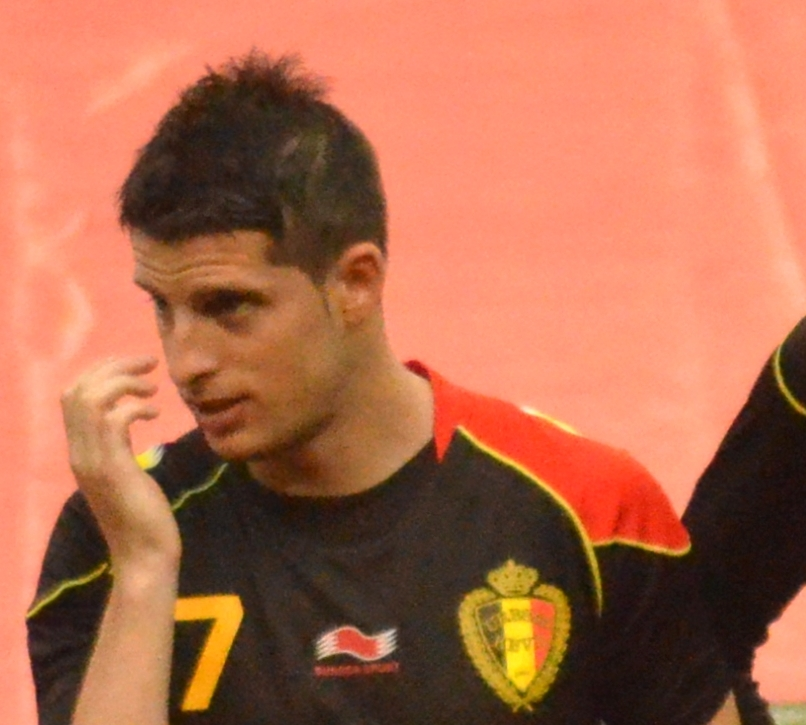
ベルギー代表でのミララス（2013年）

世代別代表としては、U-16代表から様々な年代を経験し、U-21代表では中心選手としてチームをUEFA U-21欧州選手権2007準決勝進出及び北京オリンピック出場権獲得に貢献した。その北京オリンピックでは、U-23中国戦とU-23イタリア戦でそれぞれ得点を挙げている。
2007年8月12日にブリュッセルでのセルビア戦 (3-2) でA代表初出場を飾ると共に初得点を挙げた。クラブで鼠径部を負傷して終盤戦を欠場していたことから、2014 FIFAワールドカップ出場が危ぶまれていたものの、5月13日にマルク・ヴィルモッツ監督の下でメンバー入りを果たした。

## 個人成績

### クラブ
2017年5月26日現在
| クラブ           | シーズン | リーグ | リーグ | カップ | カップ | リーグカップ | リーグカップ | UEFA | UEFA | 通算 | 通算 |
| クラブ           | シーズン | 出場   | 得点   | 出場   | 得点   | 出場         | 得点         | 出場 | 得点 | 出場 | 得点 |
| ---------------- | -------- | ------ | ------ | ------ | ------ | ------------ | ------------ | ---- | ---- | ---- | ---- |
| リール           | 2004-05  | 3      | 1      | 0      | 0      | 0            | 0            | 0    | 0    | 3    | 1    |
| リール           | 2005-06  | 15     | 1      | 0      | 0      | 2            | 0            | 2    | 0    | 19   | 1    |
| リール           | 2006-07  | 23     | 2      | 0      | 0      | 2            | 0            | 5    | 0    | 30   | 2    |
| リール           | 2007-08  | 35     | 6      | 2      | 1      | 0            | 0            | 0    | 0    | 37   | 7    |
| リール           | 通算     | 76     | 10     | 2      | 1      | 4            | 0            | 7    | 0    | 89   | 11   |
| サンテティエンヌ | 2008-09  | 30     | 3      | 2      | 0      | 0            | 0            | 8    | 1    | 40   | 4    |
| サンテティエンヌ | 2009-10  | 23     | 0      | 4      | 1      | 2            | 0            | 0    | 0    | 29   | 1    |
| サンテティエンヌ | 通算     | 53     | 3      | 6      | 1      | 2            | 0            | 8    | 1    | 69   | 5    |
| オリンピアコス   | 2010-11  | 27     | 14     | 3      | 0      | 0            | 0            | 3    | 0    | 33   | 14   |
| オリンピアコス   | 2011-12  | 25     | 20     | 3      | 0      | 0            | 0            | 6    | 0    | 34   | 20   |
| オリンピアコス   | 通算     | 52     | 34     | 6      | 0      | 0            | 0            | 9    | 0    | 67   | 34   |
| エヴァートン     | 2012-13  | 27     | 6      | 4      | 1      | 2            | 2            | -    | -    | 33   | 9    |
| エヴァートン     | 2013-14  | 32     | 8      | 4      | 0      | 1            | 0            | -    | -    | 37   | 8    |
| エヴァートン     | 2014-15  | 29     | 7      | 2      | 1      | 0            | 0            | 5    | 3    | 36   | 11   |
| エヴァートン     | 2015-16  | 23     | 4      | 3      | 1      | 4            | 1            | -    | -    | 30   | 6    |
| エヴァートン     | 2016-17  | 34     | 4      | 1      | 0      | 1            | 0            | -    | -    | 36   | 4    |
| エヴァートン     | 通算     | 145    | 29     | 14     | 3      | 8            | 3            | 5    | 3    | 172  | 38   |
| 総通算           | 総通算   | 326    | 76     | 28     | 5      | 14           | 3            | 29   | 4    | 397  | 88   |

## 代表歴

### 出場大会
- ベルギー代表
  - 2014 FIFAワールドカップ

### 試合数
- 国際Aマッチ 60試合 10得点（2007年-2018年）[41]

| ベルギー代表 | 国際Aマッチ | 国際Aマッチ |
| 年           | 出場        | 得点        |
| ------------ | ----------- | ----------- |
| 2007         | 6           | 2           |
| 2008         | 4           | 1           |
| 2009         | 9           | 1           |
| 2010         | 2           | 0           |
| 2011         | 3           | 0           |
| 2012         | 8           | 2           |
| 2013         | 10          | 3           |
| 2014         | 8           | 0           |
| 2015         | 1           | 0           |
| 2016         | 4           | 0           |
| 2017         | 4           | 1           |
| 2018         | 1           | 0           |
| 通算         | 60          | 10          |

### 得点
| #   | 開催年月日     | 開催地                                             | 対戦国         | スコア | 結果 | 試合概要                                |
| --- | -------------- | -------------------------------------------------- | -------------- | ------ | ---- | --------------------------------------- |
| 1.  | 2007年8月22日  | ブリュッセル、ボードゥアン国王競技場               | セルビア       | 2–0    | 3–2  | UEFA EURO 2008予選                      |
| 2.  | 2007年9月12日  | アルマトイ、アルマトイ・オルタリク・スタディオン   | カザフスタン   | 1–2    | 2–2  | UEFA EURO 2008予選                      |
| 3.  | 2008年11月19日 | ルクセンブルク市、スタッド・ヨジー・バーテル       | ルクセンブルク | 0–1    | 1–1  | 親善試合                                |
| 4.  | 2009年11月14日 | ヘント、ユレス・オッテンスタディオン               | ハンガリー     | 3–0    | 3–0  | 親善試合                                |
| 5.  | 2012年5月25日  | ブリュッセル、ボードゥアン国王競技場               | モンテネグロ   | 1–1    | 2–2  | 親善試合                                |
| 6.  | 2012年10月12日 | ベオグラード、スタディオン・ツルヴェナ・ズヴェズダ | セルビア       | 0–3    | 0–3  | 2014 FIFAワールドカップ・ヨーロッパ予選 |
| 7.  | 2013年5月29日  | クリーブランド、ファーストエナジー・スタジアム     | アメリカ合衆国 | 0–1    | 2–4  | 親善試合                                |
| 8.  | 2013年9月6日   | グラスゴー、ハムデン・パーク                       | スコットランド | 0–2    | 0–2  | 2014 FIFAワールドカップ・ヨーロッパ予選 |
| 9.  | 2013年11月19日 | ブリュッセル、ボードゥアン国王競技場               | 日本           | 1–0    | 2–3  | 親善試合                                |
| 10. | 2017年3月28日  | ソチ、フィシュト・オリンピックスタジアム           | ロシア         | 1–1    | 3–3  | 親善試合                                |

## タイトル

### クラブ
オリンピアコスFC
- ギリシャ・スーパーリーグ : 2010-11, 2011-12
- ギリシャ・フットボールカップ : 2011-12

ロイヤル・アントワープFC
- ベルギーカップ : 2019-20

### 個人
- ギリシャ・スーパーリーグ得点王: 2011-12
- ギリシャサッカーPSAP賞（英語版）年間最優秀選手部門 : 2011-12